# Station Uslar
Station Uslar (Bahnhof Uslar) is een spoorwegstation in de Duitse plaats Uslar, in de deelstaat Nedersaksen. Het station ligt aan de spoorlijn Ottbergen - Northeim, de lijn naar Schönhagen is opgebroken.

## Indeling
Het station ligt ten zuidoosten van het centrum van Uslar, op de grens met het dorpje Allershausen. Het beschikt over twee zijperrons, die niet zijn overkapt maar voorzien van abri's. Het tweede zijperron ligt tussen spoor 1 en spoor 2 en is bereikbaar  via een overpad vanaf het eerste perron. Aan de noordzijde van de sporen bevinden zich een parkeerterrein, een fietsenstalling en een bushalte. Op dit station staat het oude stationsgebouw van Uslar, maar dit is tegenwoordig een cultureel centrum.

## Verbindingen
De volgende treinserie doet het station Uslar aan:
| Serie | Treinsoort                   | Route                                                                                              | Bijzonderheden                                                         |
| ----- | ---------------------------- | -------------------------------------------------------------------------------------------------- | ---------------------------------------------------------------------- |
| RB 81 | Regionalbahn (DB Regio Nord) | Nordhausen – Bad Lauterberg im Harz Barbis – Herzberg (Harz) – Northeim (Han) – Uslar – Bodenfelde | Eenmaal per twee uur; versterkingsritten tussen Bodenfelde en Northeim |